# Jristina Yazitzidu
Jristina Yazitzidu –en griego, Χριστίνα Γιαζιτζίδου– (Kastoriá, 12 de octubre de 1989) es una deportista griega que compitió en remo.
Participó en los Juegos Olímpicos de Londres 2012, obteniendo una medalla de bronce en la prueba de doble scull ligero.
Ganó tres medallas en el Campeonato Mundial de Remo entre los años 2009 y 2011, y cuatro medallas en el Campeonato Europeo de Remo entre los años 2009 y 2012.

## Palmarés internacional
| Juegos Olímpicos   | Juegos Olímpicos            | Juegos Olímpicos  | Juegos Olímpicos   |
| Año                | Lugar                       | Medalla           | Prueba             |
| ------------------ | --------------------------- | ----------------- | ------------------ |
| 2012               | Londres (Reino Unido)       | Medalla de bronce | Doble scull ligero |
| Campeonato Mundial |                             |                   |                    |
| Año                | Lugar                       | Medalla           | Prueba             |
| 2009               | Poznań (Polonia)            | Medalla de oro    | Doble scull ligero |
| 2010               | Cambridge (Nueva Zelanda)   | Medalla de bronce | Doble scull ligero |
| 2011               | Bled (Eslovenia)            | Medalla de oro    | Doble scull ligero |
| Campeonato Europeo |                             |                   |                    |
| Año                | Lugar                       | Medalla           | Prueba             |
| 2009               | Brest (Bielorrusia)         | Medalla de oro    | Doble scull ligero |
| 2010               | Montemor-o-Velho (Portugal) | Medalla de oro    | Doble scull ligero |
| 2011               | Plovdiv (Bulgaria)          | Medalla de oro    | Doble scull ligero |
| 2012               | Varese (Italia)             | Medalla de plata  | Doble scull ligero |